# Rosario (Northern Samar)
Rosario è una municipalità di quinta classe delle Filippine, situata nella Provincia di Northern Samar, nella regione di Visayas Orientale.
Rosario è formata da 11 baranggay:
- Aguada
- Bantolinao
- Buenavista
- Commonwealth
- Guindaulan
- Jamoog
- Kailingan
- Ligaya
- Poblacion
- Salhag
- San Lorenzo